# Chiloscyphus
Chiloscyphus là một chi rêu trong họ Lophocoleaceae.